# 霍尼亞蒂奇
49°33′29″N 23°53′54″E / 49.55806°N 23.89833°E

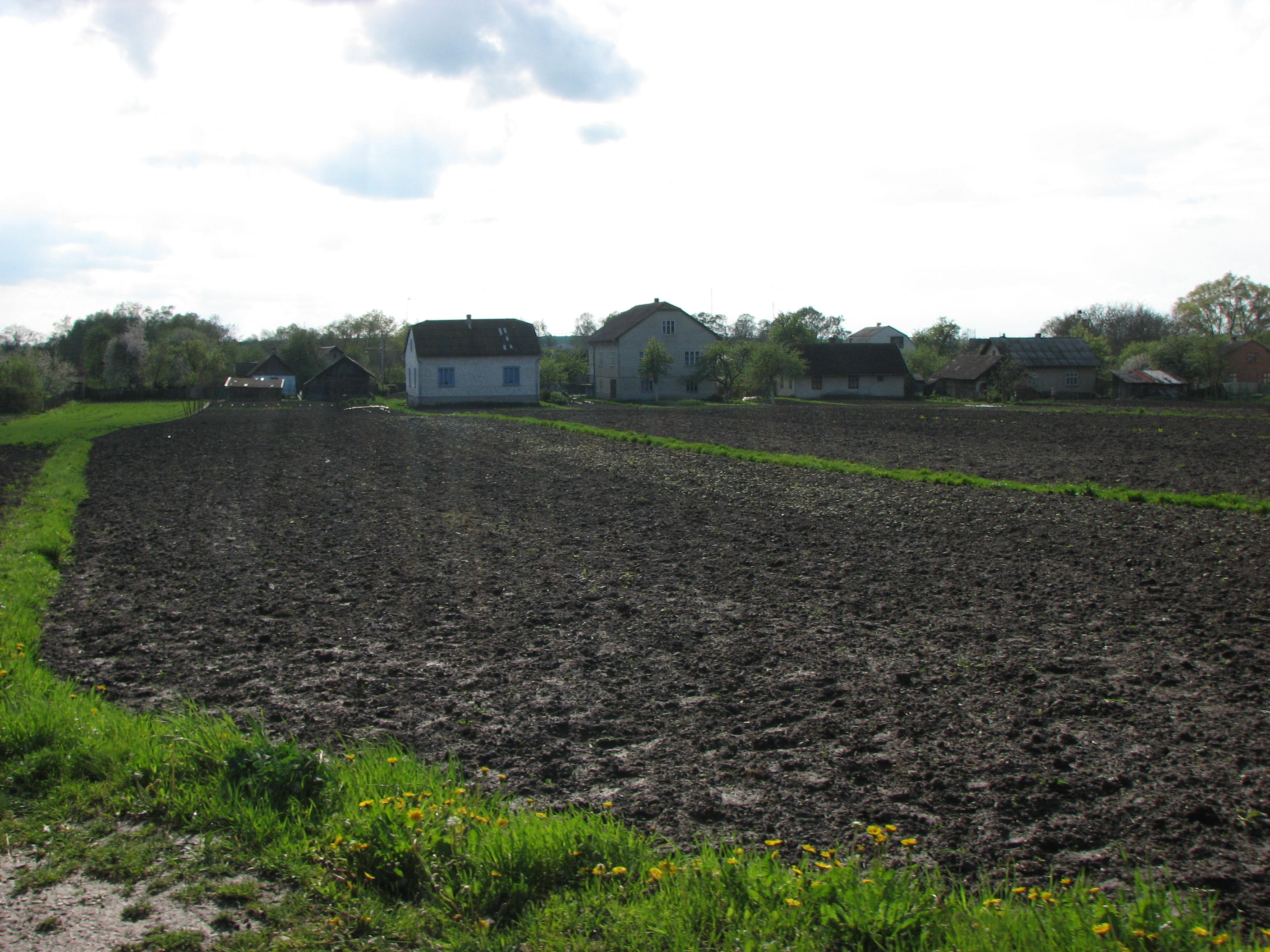

霍尼亞蒂奇（羅馬化：Honiatychi）是烏克蘭西部利維夫州斯特雷區米科拉伊夫市镇的村庄。始建於1615年，面積0.75平方公里，海拔高度255米，2001年人口222，人口密度每平方公里296.4人。